# فيرجيليو دو كارمو دا سيلفا
فيرجيليو دو كارمو دا سيلفا (مواليد 27 نوفمبر 1967) هو كاهن كاثوليكي من تيمور الشرقية، أصبح كاردينال في 27 أغسطس 2022.